# Ammoperdix griseogularis
La perdiz gorgigrís (Ammoperdix griseogularis) es una especie de ave galliforme de la familia Phasianidae que vive en Oriente Medio.

## Descripción

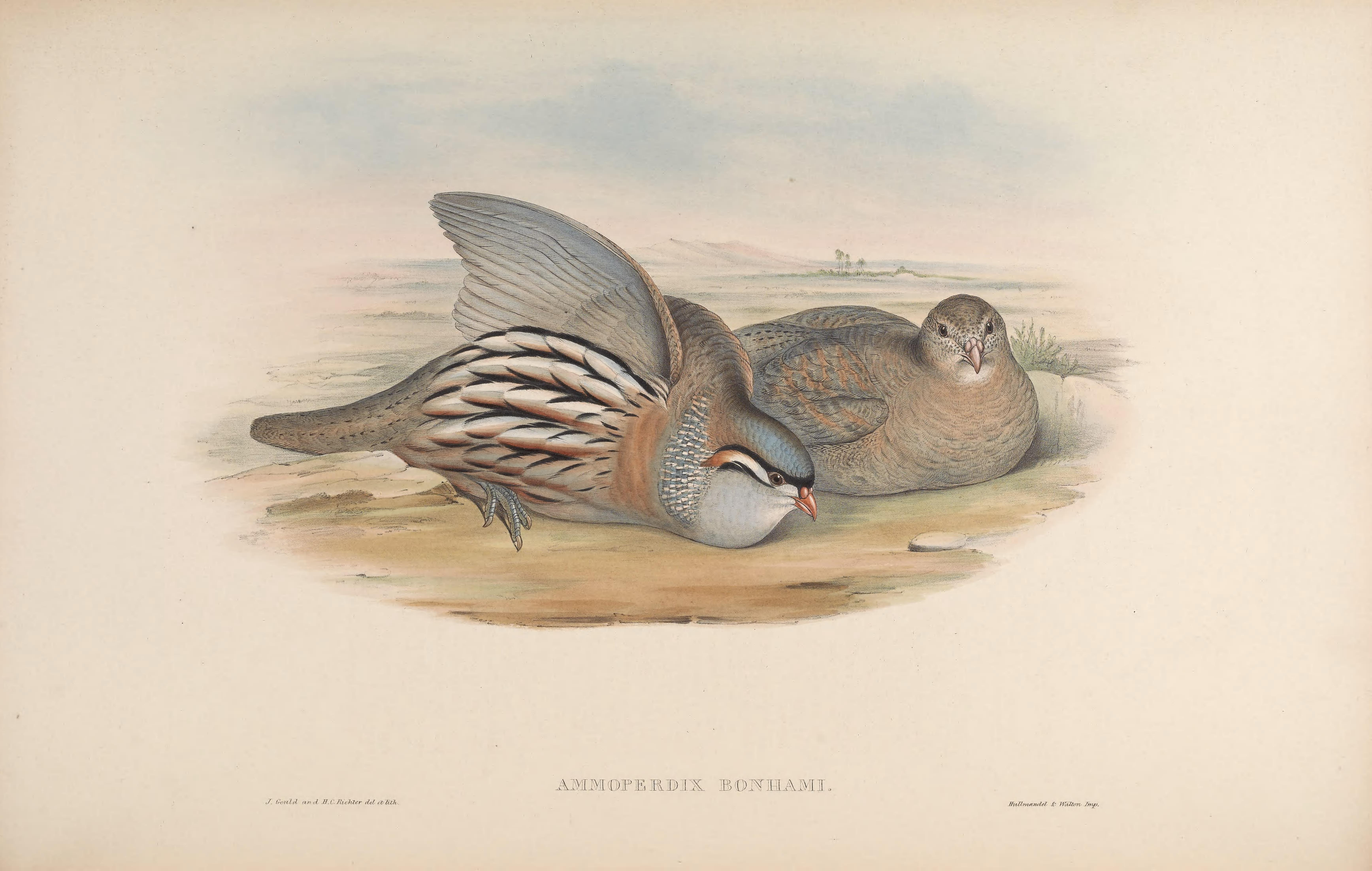
Ilustración con el macho y la hembra.

Mide entre 22–25 cm de largo. En su plumaje predominan los tonos arenosos algo grisáceos. Las hembras presentan un plumaje bastante uniforme y discreto, mientras que los machos presentan unas distintivas franjas en los flancos, donde se alternan el blanco y el pardo oscuro, y además tienen listas superciliares negras que se prolongan y unen por la frente, que contrastan con su lista postocular y lorum que son blancos. Los machos además tienen los laterales del cuello moteados en blanco y la garganta gris. La línea negra de frente y cejas les diferencia fácilmente en el campo de su pariente cercana, la perdiz desértica (Ammoperdix heyi), cuyos machos carecen de ella.

## Distribución y hábitat
Se extiende desde el sureste de Turquía, por una franja a través de Siria e Irak, hasta Pakistán, llegando por el norte hasta el extremo suroriental de Kazajistán y el este de Tayikistán.
Es un ave sedentaria que se encuentra en hábitats áridos, generalmente accidentados y rocosos.

## Comportamiento
Se alimenta principalmente de semillas e insectos. Generalmente se encuentra en parejas, o en grupos pequeños. Aunque algunas veces se han observado bandadas de hasta 50 individuos. Cuando se les molesta prefieren correr a volar, pero volarán cortas distancias si es necesario. Su llamada consiste en un silbido de tipo huit-huit-huit.
Anida en el suelo en un pequeño hoyo ligeramente recubierto donde la hembra pone de 8-16 huevos.